# Топорок
Топорок, или топо́рик (лат. Fratercula cirrhata) — морская птица рода тупики семейства чистиковых.

## Внешний вид
Средних размеров, длина тела около 40 см; вес — 600—800 г. Окраска оперения однообразная, чёрно-бурая. Щёки белые, за глазами пучки длинных желтоватых перьев. Лапы оранжево-красные или красные (у молодых особей — серые). Клюв мощный, высокий, сильно сжат с боков.

## Распространение
Обитают на азиатском и американском побережье северной части Тихого океана (включая Камчатку, Курилы и побережье Охотского моря), на юге в зимнее время до Калифорнии и Японии. В честь птицы названы остров Топорковый из Большой гряды Курильских островов, и остров Топорков из группы Командорских островов.

## Образ жизни
Гнездятся колониями по побережьям океана. Превосходный летун; с воды взлетает тяжело, долго разгоняясь, но в воздухе держится легко, забираясь порой на большие высоты. Хорошо плавает и ныряет. В отличие от большинства чистиковых этот вид при ходьбе не опирается на цевки. Бегает, отталкиваясь пальцами, как и все другие птицы. Питается мелкой рыбой и морскими беспозвоночными.
Местами весьма многочисленны, например, на одном из островов Берингова моря на площади примерно в 12 км² было учтено 100 000 пар. Служат объектом промысла, в пищу используются мясо и яйца.

## Размножение
Единственное яйцо откладывает в нору, которую роет в мягком грунте или под камнями. Вылупившийся птенец покрыт густым длинным и тонким пухом; покидает гнездо полностью оперившись.

## Галерея

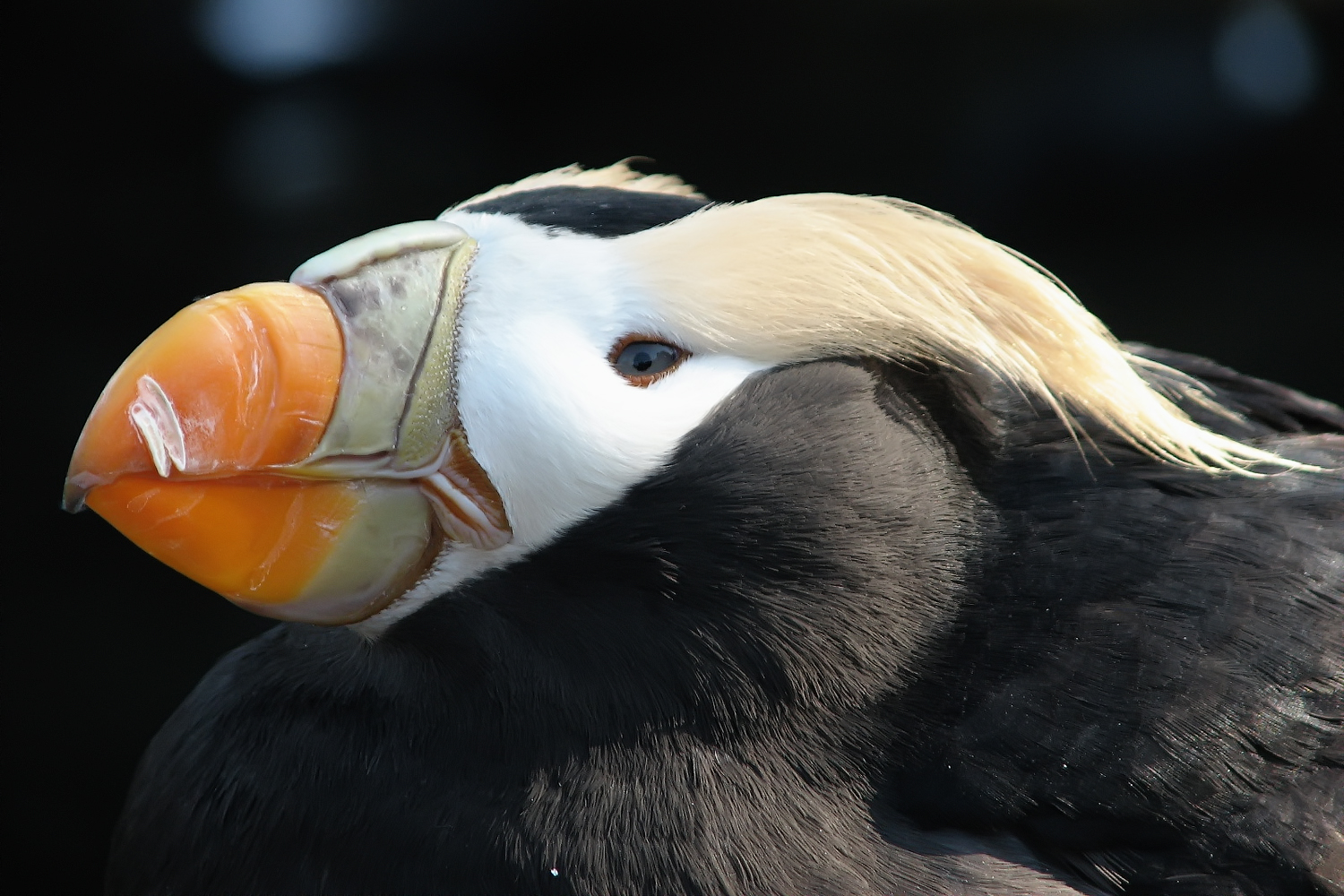
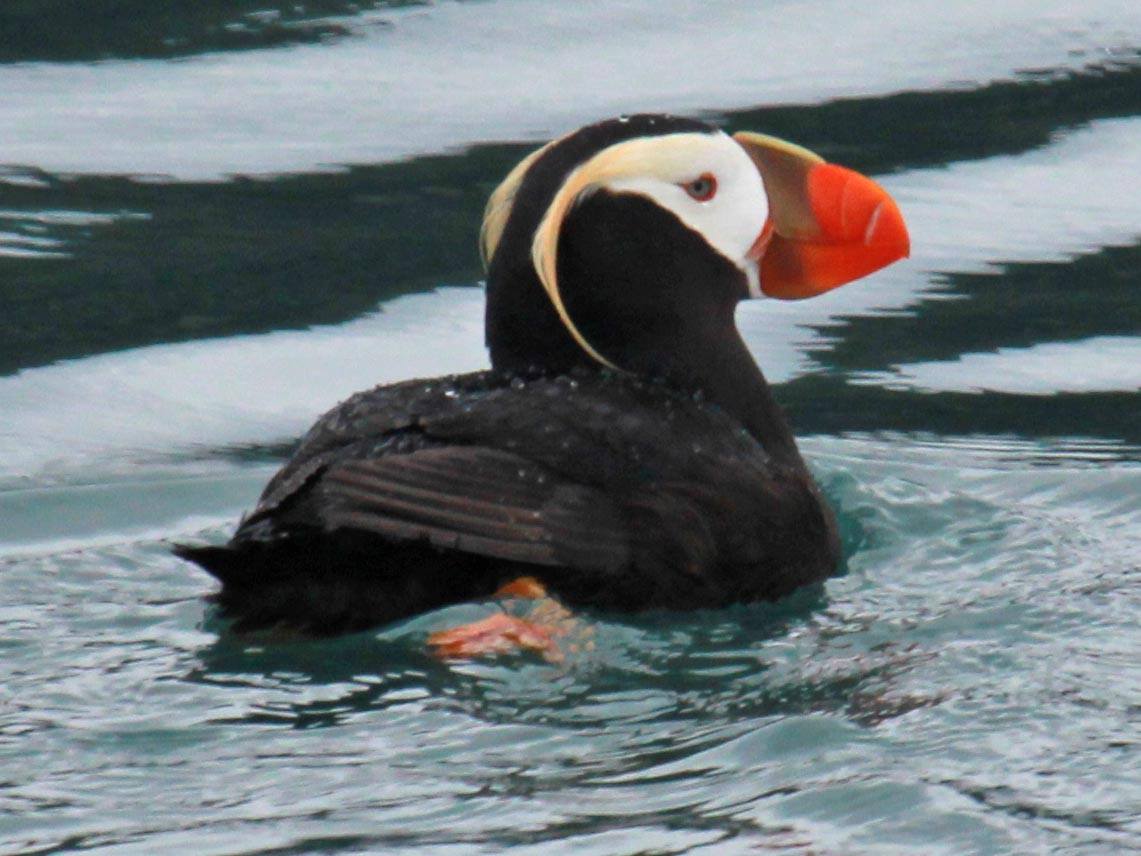
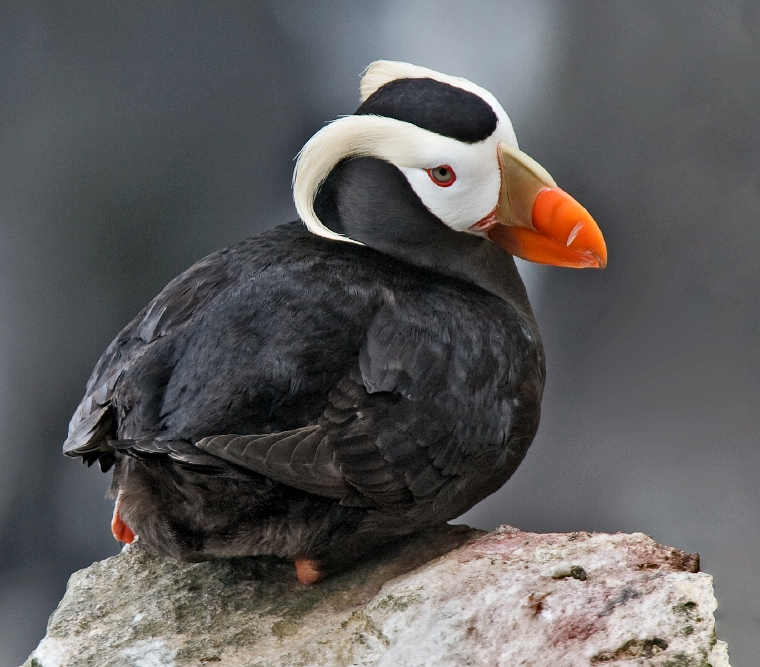
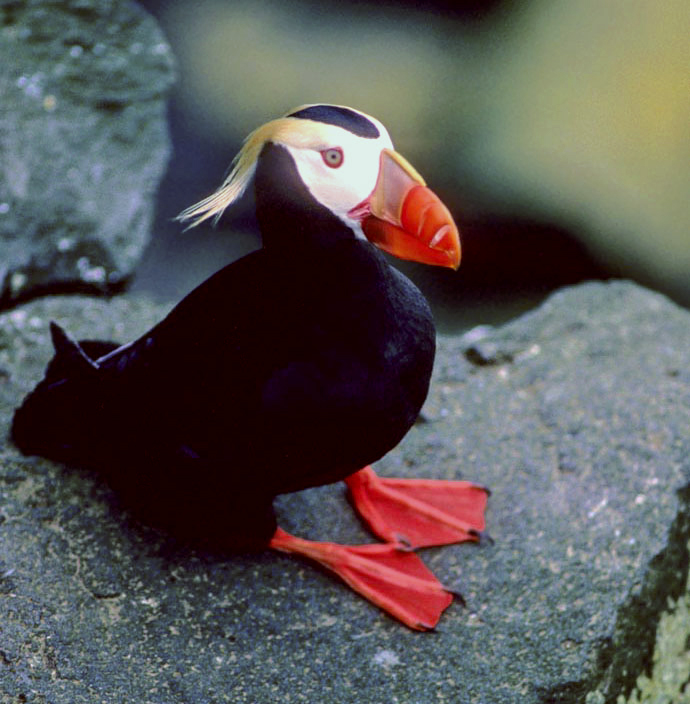